# Micmac Indijanci
Micmac (Mi'kmaq [miːgmaɣ]; također i kao Míkmaq, Mi'gmaq, Micmac, MicMac)), pleme američkih Indijanaca porodice Algonquian naseljeno na velikom području kanadskih provincija Newfoundland, Nova Scotia, New Brunswick i Prince Edward Island, te na otoku Cape Breton Island.  Micmaci su najsrodniji Abenakima a sastoje se od konfederiranih 'bandi' ili 'distrikata', čiji potomci danas žive na mnogim kanadskim rezervatima. Francuski misionari su prvi bijelci koji u ranom 17. stoljeću dolaze s Mikmakima u kontakt. Izvorna Micmac-populacija, prema Sultzmanu, procjenjuje se na do 30,000, ali im je broj oko 1630., ponajviše zbog raznih epidemija sveden na 4,000. U novije doba, pred ulazak u novo tisućljeće u Kanadi je registrirano oko 16,000 Mikmaka, no izgleda da populacija ovog naroda u Kanadi i SAD.-u iznosi oko 25,000 (Sultzman). Oko 2,000 Micmaca živi na području Bostona i nekoliko stotina u New Yorku. 

## Ime
Micamac ili Mi'kmaq, Míqmaq, Míkmaq, Mi'mkaq, Miiqmaq, Miikmaq Indijanci sami sebe nazivaju  'Lnu'k'  ili  'L'nu'k' , u značenju "the people", dok dobro poznati naziv Micmac znači  "my friends", i označava konfederaciju, odnosno konfederirani distrikte ili bande. Ostali nazivi koji su im kroz povijest davani od susjeda su Cape Sable Indijanci,  'Matueswiskitchinuuk' , naziv Maliseet Indijanaca koji znači "Porcupine Indians" ili dikobrazovi Indijanci, koji dolazi po običaju što su bodljike dikobraza koristili za ukrašavanje odjeće; Shonack, Indijanci Beothuk, "Bad Indians", naziv dolazi po tome što su bili u ratu; Souriquois; Francuzi; naziv je nepoznatog porijekla; i Tarrateen, Britanci; ime je isprva označavalo i Abenake.  "Míkmaw" je pridjevski oblik množine za narod, Míkmaq.